# World Team Challenge 2008
World Team Challenge 2008 var den sjunde upplagan av skidskyttetävlingen som avgjordes den 27 december inne på och strax utanför fotbollsarenan Veltins-Arena i Gelsenkirchen, Tyskland.
Totalt kom 10 lag till start med 20 tävlande ifrån sex olika europeiska länder. Tyskland, som arrangerar tävlingen, hade sju deltagare med, Norge hade fyra deltagare med medan Ryssland, Ukraina och Frankrike hade två deltagare var och Österrike en deltagare. För första gången fanns det även med ett nordamerikanskt par, båda tävlande för USA. För första gången var det även med ett par som inte tävlar för samma land, Martina Beck från Tyskland och Christoph Sumann från Österrike.
Tävlingen vanns av det ukrainska paret Oksana Chvostenko/Andrej Deryzemlja som var 14,6 sekunder det tysk/österrikiska paret Martina Beck/Christoph Sumann. Trea kom det ryska paret Jekaterina Jurjeva/Dmitrij Jarosjenko som var 32,8 sekunder efter.

## Startfält
| Lag | Namn                                      | Land               |
| --- | ----------------------------------------- | ------------------ |
| 1   | Kati Wilhelm och Michael Rösch            | Tyskland           |
| 2   | Andrea Henkel och Alexander Wolf          | Tyskland           |
| 3   | Kathrin Hitzer och Michael Greis          | Tyskland           |
| 4   | Martina Beck och Christoph Sumann         | Tyskland Österrike |
| 5   | Solveig Rogstad och Emil Hegle Svendsen   | Norge              |
| 6   | Tora Berger och Rune Brattsveen           | Norge              |
| 7   | Oksana Chvostenko och Andrej Deryzemlja   | Ukraina            |
| 8   | Jekaterina Jurjeva och Dmitrij Jarosjenko | Ryssland           |
| 9   | Sylvie Becaert och Vincent Defrasne       | Frankrike          |
| 10  | Lanny Barnes och Jay Hakkinen             | USA                |

## Resultat efter Masstarten
| Nr | Namn                                    | Land      | Straffrundor | Tid     |
| -- | --------------------------------------- | --------- | ------------ | ------- |
| 1  | Oksana Chvostenko & Andrej Deryzemlja   | UKR & UKR | 5            | 32.54,5 |
| 2  | Martina Beck & Christoph Sumann         | GER & AUT | 5            | +0,5    |
| 3  | Jekaterina Jurjeva & Dmitrij Jarosjenko | RUS & RUS | 8            | +22,5   |
| 4  | Kati Wilhelm & Michael Rösch            | GER & GER | 6            | +23,9   |
| 5  | Solveig Rogstad & Emil Hegle Svendsen   | NOR & NOR | 6            | +44,0   |
| 6  | Sylvie Becaert & Vincent Defrasne       | FRA & FRA | 9            | +1.12,2 |
| 7  | Lanny Barnes & Jay Hakkinen             | USA & USA | 6            | +1.37,5 |
| 8  | Tora Berger & Rune Brattsveen           | NOR & NOR | 9            | +1.46,0 |
| 9  | Andrea Henkel & Alexander Wolf          | GER & GER | 8            | +1.54,1 |
| 10 | Kathrin Hitzer & Michael Greis          | GER & GER | 11           | +2.04,3 |

## Slutresultat efter Jaktstarten
| Nr | Namn                                    | Land      | Straffrundor | Tid     |
| -- | --------------------------------------- | --------- | ------------ | ------- |
| 1  | Oksana Chvostenko & Andrej Deryzemlja   | UKR & UKR | 4            | 32.21,6 |
| 2  | Martina Beck & Christoph Sumann         | GER & AUT | 6            | +14,6   |
| 3  | Jekaterina Jurjeva & Dmitrij Jarosjenko | RUS & RUS | 4            | +32,8   |
| 4  | Kati Wilhelm & Michael Rösch            | GER & GER | 4            | +57,0   |
| 5  | Tora Berger & Rune Brattsveen           | NOR & NOR | 4            | +1.44,0 |
| 6  | Andrea Henkel & Alexander Wolf          | GER & GER | 6            | +1.58,8 |
| 7  | Kathrin Hitzer & Michael Greis          | GER & GER | 7            | +2.10,9 |
| 8  | Sylvie Becaert & Vincent Defrasne       | FRA & FRA | 11           | +2.40,2 |
| 9  | Lanny Barnes & Jay Hakkinen             | USA & USA | 9            | Varvade |
| 10 | Solveig Rogstad & Emil Hegle Svendsen   | NOR & NOR | 10           | Varvade |